# Giez (Svizzera)
Giez ([ʒi(ə)], toponimo francese) è un comune svizzero di 412 abitanti del Canton Vaud, nel distretto del Jura-Nord vaudois.

## Monumenti e luoghi d'interesse

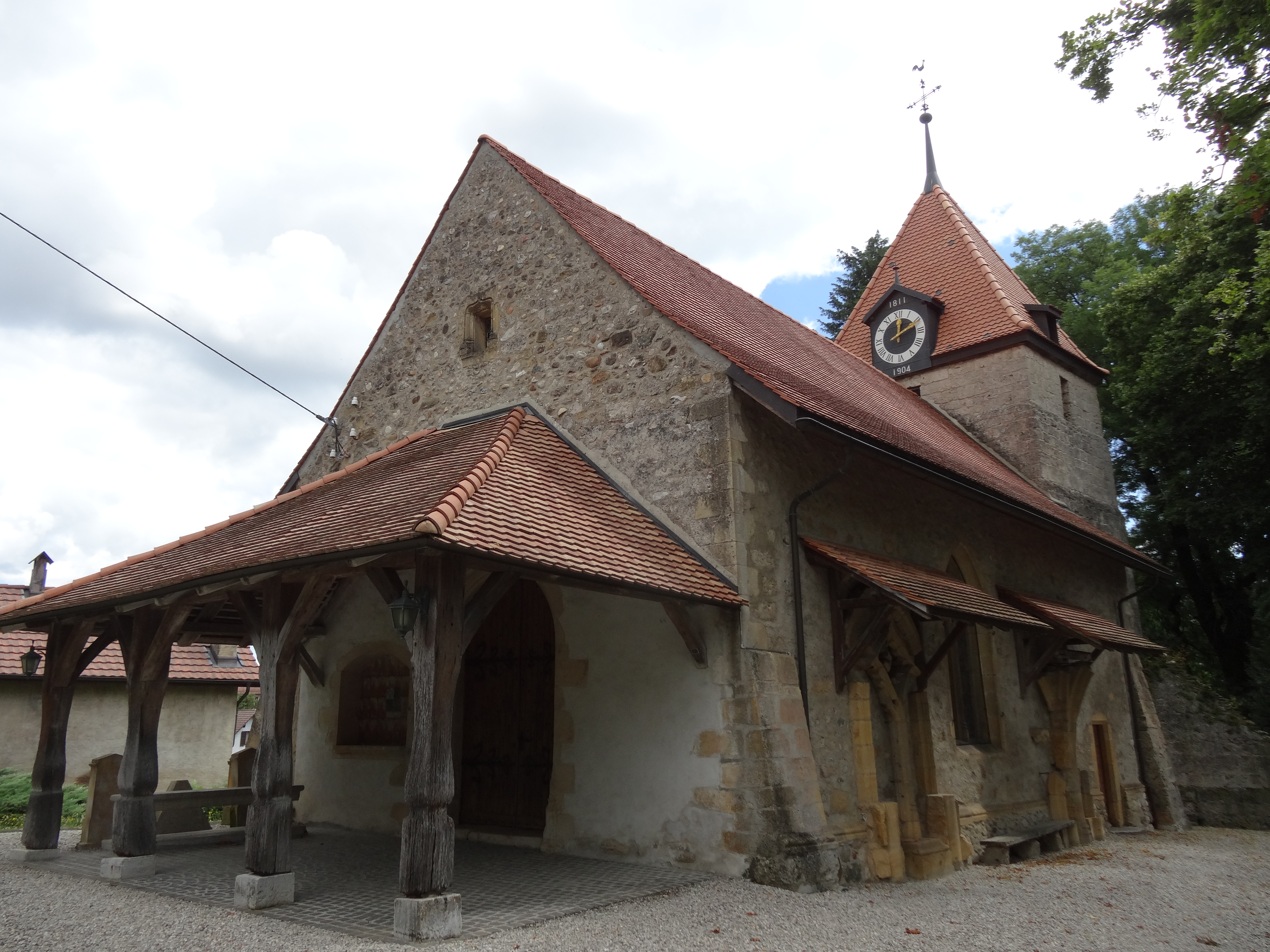
La chiesa di San Giovanni Battista

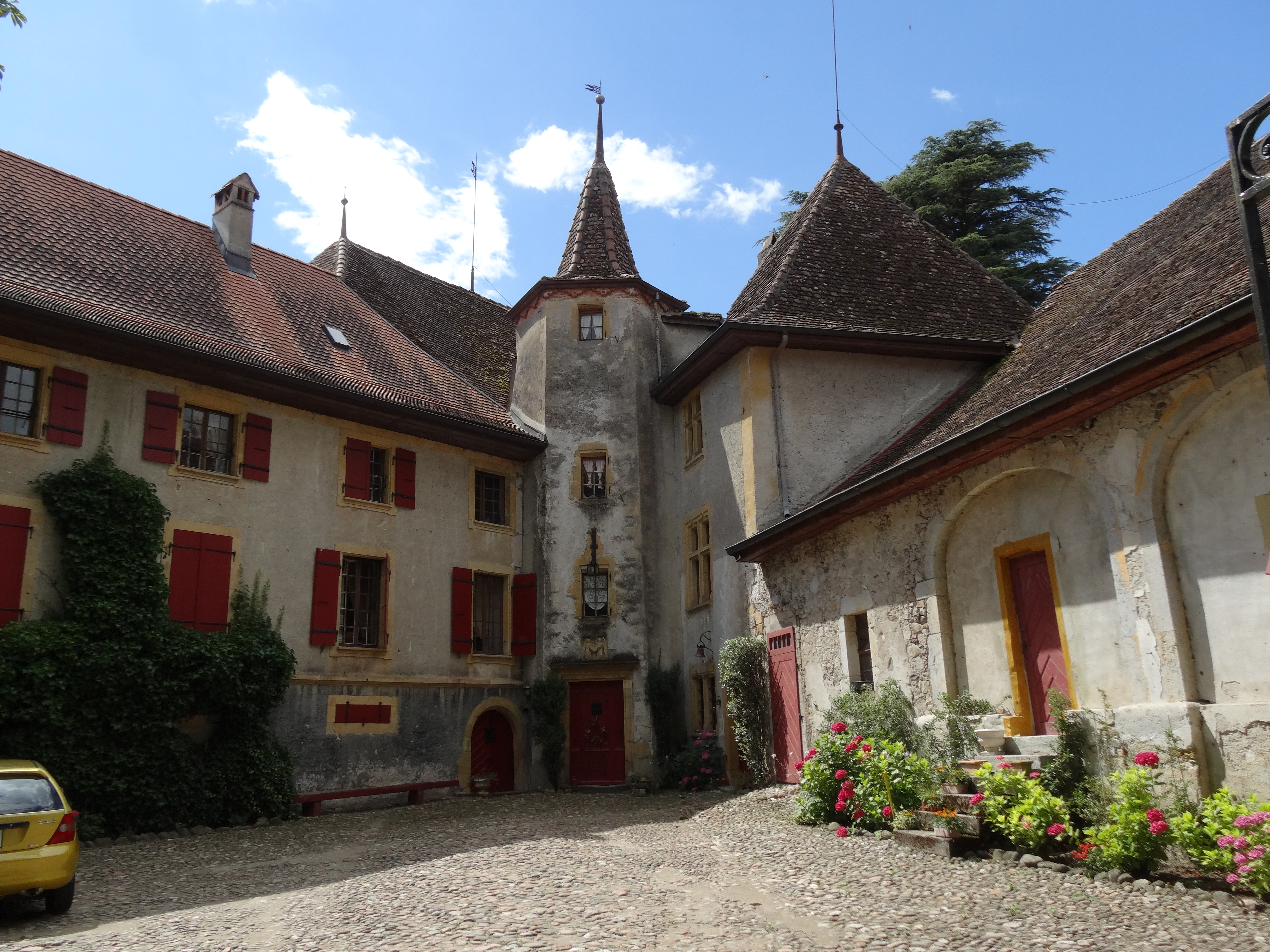
Il castello di Giez

- Chiesa riformata di San Giovanni Battista, eretta nel XII secolo[1];
- Castello di Giez, eretto nel XIV secolo e ricostruito nel XV secolo[1].

## Società

### Evoluzione demografica
L'evoluzione demografica è riportata nella seguente tabella:
Abitanti censiti

## Amministrazione
Ogni famiglia originaria del luogo fa parte del cosiddetto comune patriziale e ha la responsabilità della manutenzione di ogni bene ricadente all'interno dei confini del comune.